# 오근장역
오근장역(Ogeunjang station, 梧根場驛)은 충청북도 청주시 청원구 오근장동에 있는 충북선의 철도역이다. 청주역보다는 청주시내에서 접근성이 좋지만, 서울 방면으로 운행하는 여객열차는 일 왕복 각 1편인 누리로만 있고 나머지는 대전역, 제천역, 동대구역, 영주역까지 운행하는 무궁화호 열차이므로 그 이외의 시간대는 오송역, 조치원역으로 이동해 환승해야 한다. 여객, 화물, 승차권 발매 업무를 담당한다.

## 연혁
- 1923년 4월 28일: 충북선 개통과 동시에 영업 개시
- 1980년 10월 1일: 충북선 복선 완공
- 1980년 10월 12일: 현 위치 역사 신축 준공
- 1983년 1월 1일: 공군 전용선 부설 영업 개시
- 1984년 8월 4일: 내수역 당역 관리역으로 됨
- 1999년 7월 7일: 역사 개·보수
- 1999년 8월 10일: 역광장 공원 파고라 설치
- 2010년 3월 31일: 누리로 운행 개시
- 2012년 9월 17일: 누리로 폐지
- 2014년 5월 1일: 충북종단열차 운행 개시
- 2015년 12월 31일: 누리로 운행 재개
- 2016년 12월 9일: 누리로 폐지
- 2017년 12월 18일: 화물 취급 중지[1]
- 2018년 7월 1일: 누리로 운행 재개
- 2020년 3월 2일: 영동선 누리로운행으로 충북선 누리로 운행중지 및 무궁화호 전환

## 역 구조
2면 4선의 쌍섬식 승강장을 갖추고 있다.

### 승강장
| ↑ 청주      |
| １ \| ２ \| |
| 청주공항 ↓  |

| 1 | 충북선 | 무궁화호 | 조치원 · 대전 · 서울 방면 |
| 2 | 충북선 | 무궁화호 | 증평 · 충주 · 제천 방면   |

## 인접한 역
| 충북선         | 충북선        | 충북선             |
| -------------- | ------------- | ------------------ |
| 청주 대전 방면 | 무궁화 충북선 | 청주공항 제천 방면 |